# Textease
Textease是一套以幼童為對象、結合文字處理、語音處理、桌上出版及多媒體創作的綜合應用軟體，由英國的Softease製作。由於它的簡易介面及強勁的功能，香港的國際學校及英國蘭開夏的小學都採用它來作為學生的電腦認知學習材料，讓學生透過它來作日常文書處理及出版、創作。

## 外部連結
- Softease及Textease Studio的網站
- 英國蘭開夏郡一個用 textease 來作識字教材的網站（页面存档备份，存于）